# ناينز كاتشو أوليفاريس
ناينز كاتشو أوليفاريس (1941 - 2020)، هي صحفية فلبينية، وكاتبة مقالات وكاتبة عمود سياسي في العديد من صحف مانيلا. كانت ناشرة ورئيسة تحرير صحيفة «فلبين بوست» قبل أن تصبح ناشر صحيفة ديلي تريبيون ورئيسة تحريرها. وكانت معروفة بأنها مدافعة قوية عن الرئيس الفلبيني السابق جوزيف إيريكيتو استرادا.
توفيت يوم 3 يناير 2020، عن عمر يناهز 78 عامًا.